# Tube sous vide

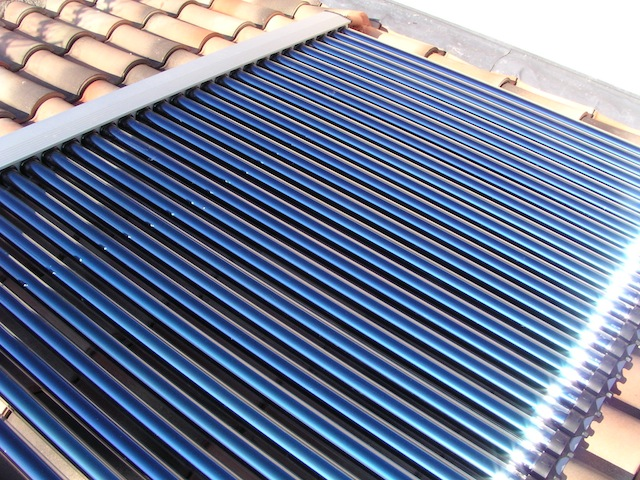
Capteur solaire thermique à tubes sous vide

Un tube sous vide est un type de tube utilisé dans les capteurs solaires thermiques. Souvent présentée comme avant-gardiste, cette technologie, développée initialement par l'université de Sydney en Australie à partir de 1975 fut industrialisée initialement au Japon puis son développement s'en trouva fortement amplifié par une externalisation de la production vers la Chine, où ils sont maintenant très répandus.

## Technologies

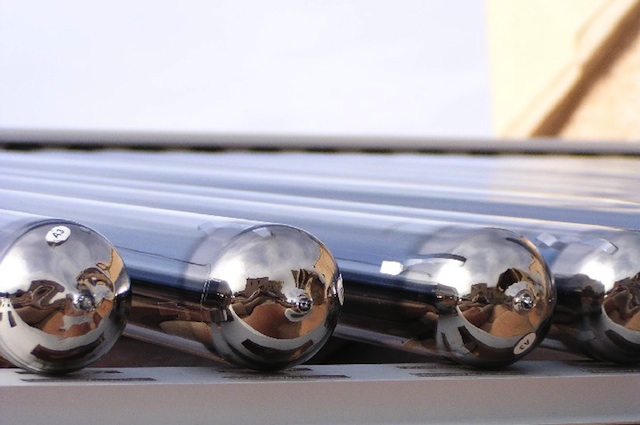
Extrémités de tubes de type "Dewar"

Il existe différents types de tubes sous vide:
Types d’isolation :
- Double tube sous vide : ce sont deux tubes de borosilicate (pyrex) soudés aux extrémités (fusion entre 1 400 °C et 1 600 °C, travail vers 800 °C environ[2]). Fonctionnant sur le système du vase Dewar, le vide ({\displaystyle \scriptstyle 10^{-5}Pa}) est créé entre les deux tubes et un témoin en baryum permet d'en vérifier le maintien. Très généralement l’absorbeur est une couche absorbante déposée sur la face externe du tube intérieur. La chaleur doit donc traverser par conduction le tube intérieur. Cette disposition entraîne que l’efficacité du tube ne dépend pas trop de l’angle d’arrivée des rayons solaires, tant que le tube voisin ne fait pas d’ombre. Le transport de chaleur est à l’intérieur du tube intérieur, donc à pression ambiante.
- Tube sous vide : il est constitué d’un simple tube sous vide dans lequel sont fixés l’absorbeur thermique et la conduite du fluide caloporteur ; le coût de fabrication est moindre, la performance est souvent meilleure, grâce à l’absorbeur métallique, mais la durée de vie peut être moins longue que pour la technologie précédente. En effet, il comporte une ou deux traversées verre/métal, contrairement au double tube (risque de perte du vide par la différence de comportement verre/métal, la dilatation thermique entre les matériaux pouvant être de 2 et 5 fois).

Types de transport de chaleur :
- Le fluide caloporteur parcourt le tube en aller retour, soit par un tube en U, soit par deux tubes concentriques.
- La chaleur est transportée vers le collecteur par caloduc. Il s’agit d’un tube de cuivre entièrement fermé, vide d’air, contenant une petite quantité de liquide (à base d’eau) et en contact, dans le collecteur, avec la conduite du fluide caloporteur.

## Fonctionnement du caloduc
À température ambiante la pression dans le caloduc est très faible, le liquide peut donc bouillir à une température relativement basse (typiquement 25 °C). Dans ce cas la vapeur occupe immédiatement tout l’espace du caloduc, et va se condenser dans l’extrémité située dans le collecteur, s’il est à température plus froide. Ce faisant elle cède sa chaleur latente de fusion qui est bien supérieure à celle transmise par la simple conduction du tube de cuivre. Après condensation le liquide redescend par gravité, ce qui nécessite que le tube soit positionné avec une pente minimale.
Si le collecteur est à température trop élevée, la condensation ne se fait pas, la pression de vapeur augmente et la température d’ébullition aussi, jusqu’à atteindre la température du collecteur. 
Les tubes à caloducs peuvent être extraits ou changés sans même arrêter le fonctionnement, ce qui simplifie la maintenance. 
Les tubes remplacés doivent être traités en unités spécialisées et non jetés en déchèterie (toxicité chez l'humain et éco-toxicité importantes)